# Bernhard Seuffert
Bernhard Seuffert (Würzburg, 23 maggio 1853 – Graz, 15 maggio 1938) è stato un filologo austriaco.

## Biografia
Dal 1871 studiò filologia classica, storia e germanistica all'Università di Würzburg, e in seguito continuò la sua formazione a Strasburgo come allievo di Wilhelm Scherer, Elias von Steinmeyer e Wilhelm Studemund. Nel 1886 divenne professore associato presso l'Università di Graz, e dal 1892 al 1924 vi insegnò come professore ordinario di filologia tedesca. Nel 1913/14 fu rettore universitario.
In collaborazione con Erich Schmidt e Bernhard Ludwig Suphan, fu direttore del Vierteljahrschrift für litteraturgeschichte (1888–93).

## Opere principali
- Maler Müller, 1877.
- Die Legende von der Pfalzgräfin Genovefa, 1877.
- Wielands Abderiten, 1878.
- Deutsche Litteraturdenkmale des 18. und 19. Jahrhunderts (con August Sauer; multi-volume, 1881–1924).
- Frankfurter gelehrte Anzeigen vom Jahr 1772 (con Wilhelm Scherer; 2 volumi 1882–83).
- Voltaire am abend seiner apotheose, 1881.
- Der Dichter des Oberon, 1900.
- Philologische Betrachtungen im Anschluss an Goethes Werther, 1900.
- Prolegomena zu einer Wieland Ausgabe (4 volumi, 1904–09).[3][4]